# Jollibee
Jollibee é uma rede de restaurantes de fast-food filipina com sede em Pasig. Foi fundada em 1978 por Tony Tan Caktiong.

## História
Em 1975, Tony Tan Caktiong e a sua família abriram uma gelataria Magnolia em Cubao, Cidade Quezon. Posteriormente, o estabelecimento passou a disponibilizar refeições quentes e sandes. Quando os alimentos se tornaram mais populares do que os gelados, a família decidiu transformar a gelataria num restaurante de fast food, que se tornou o primeiro outlet Jollibee em 1978. O consultor de gestão Manuel C. Lumba aconselhou a família na mudança de estratégia. Jollibee foi inicialmente chamado "Jolibe", mas mudou o seu nome para "Jollibee".
A Jollibee Foods Corporation (JFC) foi constituída em janeiro de 1978. No final desse ano, existiam sete filiais da Jollibee na área metropolitana de Manila. A primeira loja franchisada da Jollibee foi inaugurada em Santa Cruz, Manila, em 1979.
A Jollibee registou um rápido crescimento. A cadeia conseguiu resistir à entrada da McDonald's nas Filipinas em 1981, concentrando-se nos gostos específicos do mercado filipino. A primeira filial provincial da Jollibee foi inaugurada em Mabalacat. O primeiro Jollibee no estrangeiro foi inaugurado em Taiwan em 1986; esse local acabou por ser encerrado. A Jollibee continuou a expandir-se e a estabelecer pontos de venda dentro e fora do país. Em 13 de junho de 1998, a Jollibee abriu a sua primeira filial nos Estados Unidos em Daly City, Califórnia, com franquias logo a seguir em Singapura, Itália, Qatar e China. A Jollibee lançou a sua primeira filial no Dubai em 1995, que fechou e voltou a entrar no mercado em 2015; opera atualmente 16 franquias nos Emirados Árabes Unidos. Como resultado da crise financeira asiática de 1997, a cadeia foi forçada a retirar as suas operações na Malásia e na Indonésia. A Jollibee regressou à Malásia em dezembro de 2018, abrindo uma loja em Kota Kinabalu; desde então, a rede expandiu-se para sete localidades no país.
Em 2013, a Jollibee abriu a sua primeira filial em Singapura e, desde então, abriu cinco filiais. Em 2016, a cadeia abriu o seu primeiro restaurante canadiano em Winnipeg. A Jollibee entrou pela primeira vez na Europa em 2018 com a abertura de uma filial em Milão, seguida pela sua segunda localização europeia em Londres a 20 de outubro de 2018. Em 2018, a Jollibee abriu filiais em Manhattan e Edmonton. A Jollibee anunciou planos para abrir 509 lojas nos Estados Unidos e no Canadá em 2021. Em agosto de 2022, a Jollibee abriu uma loja em Times Square.

## Produtos e locais

### Ásia
- Brunei
- Kuwait
- Catar
- Malásia
- Emirados Árabes Unidos
- Bahrein
- Arábia Saudita
- Filipinas
- Omã
- Hong Kong
- Macau
- Singapura
- Vietname

### América do Norte
- Estados Unidos
- Canadá

### Europa
- Reino Unido
- Itália

### Oceania
- Guam